# Cheliderpeton
Cheliderpeton is een geslacht van uitgestorven temnospondyle Batrachomorpha (basale 'amfibieën'. Het leefde tijdens het Vroeg-Perm in wat nu Europa en Duitsland is. Fossielen zijn gevonden in de Ruprechtice-afzetting van het Intrasudetische bekken van Bohemen in de Tsjechische Republiek, evenals het Saar-Nahe-bekken in het zuidwesten van Duitsland.

## Naamgeving
De typesoort is Chelidosaurus vranyi, in 1877 benoemd door de Tsjechische paleontoloog Antonin Fritsch en gevonden in Tsjechië. Frič gaf geen exacte etymologie van de geslachtsnaam maar stelde dat die verwees naar de geweldige ontwikkeling van het pantser zodat de naam afgeleid schijnt te zijn van schildpaddengroep de Chelidae of het Grieks chelos, 'schildpad'. De soortaanduiding eert Dr. Vrany die het fossiel vond. Omdat de geslachtsnaam al bezet was, werd die in 1885 door Frič vervangen door Chelydosaurus en, toen dat nog te gelijkluidend geacht werd, in 1887 door Cheliderpeton. Herpeton betekent 'kruipend dier'. Het holotype bestaat uit een postcraniaal skelet met romp, linkerachterpoot en staart.
De tweede soort Cheliderpeton latirostre, 'met de brede snuit', werd in 1993 beschreven door J.A. Boy uit Duitsland, nadat hij was toegewezen aan Archegosaurus. Het verschilt van het type doordat het een minder uitgebreid preorbitaal gebied van de schedel heeft, een breder wanggebied en een snuitpunt die minder rond is en zijdelingse uitsteeksels heeft. Rond 2000 waren deze twee soorten de enige waarvan aangenomen wordt dat ze tot Cheliderpeton behoren, hoewel er in het verleden meer zijn toegewezen zoals Chelidosaurus falax en Chelidosaurus pusillum (sic) die nu worden beschouwd als synoniem met de bekende soort Actinodon germanicus, beschreven door O. Kuhn in 1939 op basis van een exemplaar gevonden in de Tsjechische Republiek. Het is nu bekend dat het een ongewoon groot individu is van Cheliderpeton vranyi, waarschijnlijk in een laat stadium van ontogene ontwikkeling.
Er werd gesuggereerd dat Cheliderpeton latirostre tot een afzonderlijk geslacht kon behoren, hetzij tot Archegosaurus of zijn eigen afzonderlijke taxon, vanwege verschillende verschillen tussen het en de typesoort. Deze verschillen omvatten de holle omtrek van het schedeldak, de uitgebreide snuit die wordt gezien bij volwassen individuen (vergelijkbaar met Archegosaurus decheni), en een neus-maxillacontact in het volwassen stadium. In 2009 werd Cheliderpeton latirostre inderdaad in zijn eigen geslacht Glanochthon geplaatst. Eenzelfde plaatsing kreeg in 2020 Cheliderpeton lellbachae Kratschmer 2006, zodat er maar één geldige soort overbleef.

## Beschrijving
Cheliderpeton had een schedel van zestien centimeter en een lengte van ongeveer vijfenzestig centimeter.

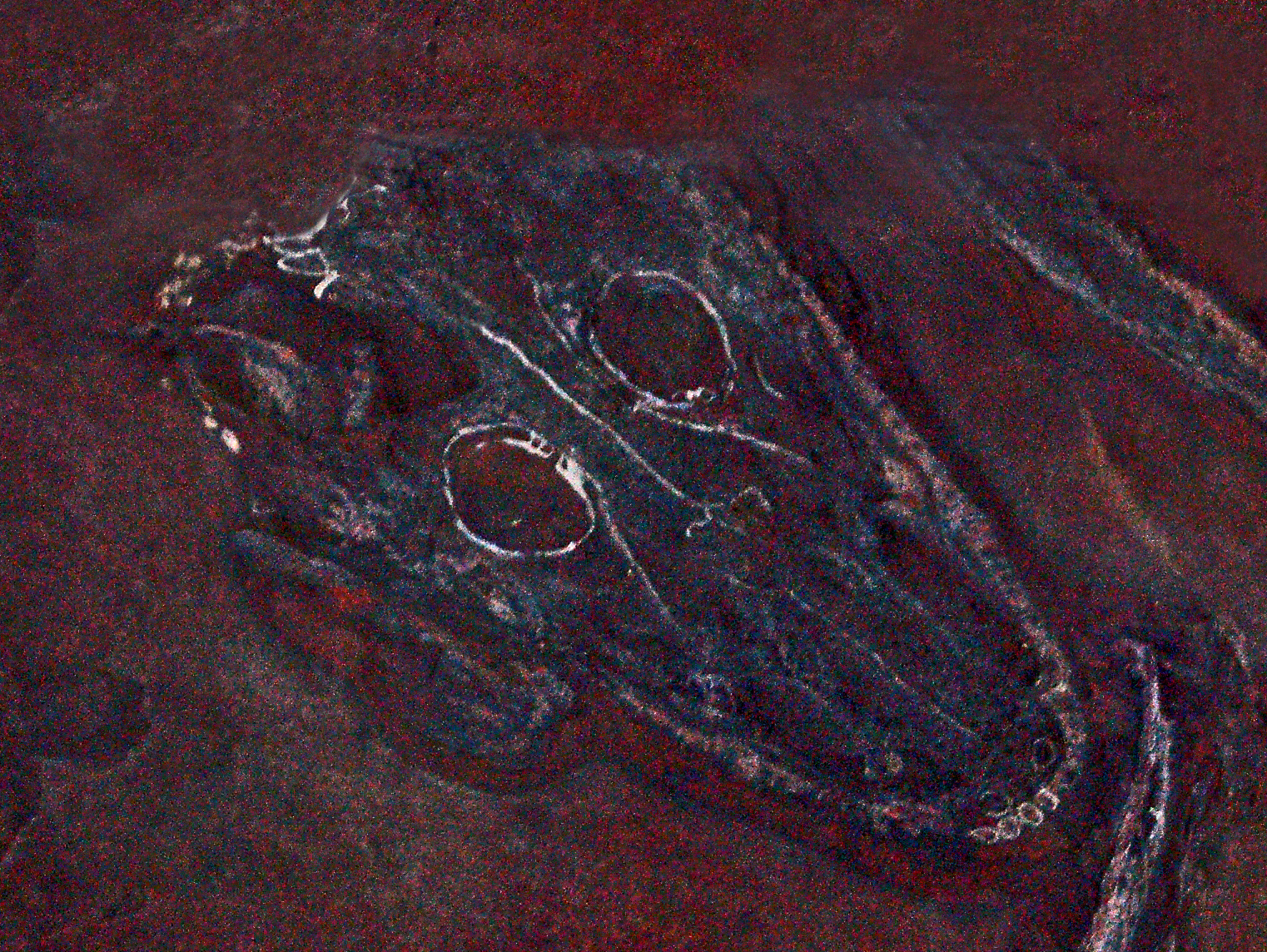
Een schedel

In 2002 werd de soort opnieuw beschreven. Daarbij werden enkele karakteristieke kenmerken aangegeven. De snuit is smal en vooraan afgerond. De buitenrand van het schedeldak is recht tot bol. De incisura otica van de achterste schedelrand is lang en smal. Het qudratojugale is naar achteren verbreed. De interclavicula is kort en breed met een ruitprofiel

## Fylogenie
Cheliderpeton is nauw verwant aan het geslacht Intasuchus uit de noordelijke pre-Oeral regio van Rusland. Beide delen overeenkomsten in schedelvorm, evenals een korte en uitgebreide dorsale tak van het darmbeen en een beennaad tussen premaxilla en maxilla die voor de choana ligt. Het neusbeen raakt het bovenkaaksbeen niet. Fossielen van temnospondylen die qua uiterlijk lijken op Cheliderpeton zijn gevonden in het Autun-bekken en het bekken van Bourbon l'Archambault in Frankrijk.
Cheliderpeton kan een lid zijn van de familie Archegosauridae of de familie Intasuchidae. De familie Archegosauridae behoort tot de superfamilie Archegosauroidea, maar het is niet zeker of Intasuchus, de typesoort van Intasuchidae, tot Archegosauroidea behoort of tot de familie Eryopidae binnen de superfamilie Eryopoidea. Het is dus niet zeker of Cheliderpeton een eryopoïde of een archegosauroïde is. Cheliderpeton was eerder geplaatst in de familie Actinodontidae samen met Actinodon, Syndyodosuchus en Sclerocephalus, maar omdat Actinodon, het typegeslacht van de familie, een ondergeschikt synoniem is van de eryopide Onchiodon, wordt de familie nu als polyfyletisch beschouwd.